# Love Takes Time
"Love Takes Time" é uma canção da artista musical estadunidense Mariah Carey. Foi escrito por Carey e Ben Margulies, e foi produzido por Walter Afanasieff para o álbum de estreia homônimo de Carey (1990). Foi lançado como o segundo single do álbum em 9 de julho de 1990 pela CBS Records. Foi a primeira de várias baladas adulto contemporâneo de Carey a serem lançadas como single, liricamente a protagonista lamenta a perda de um amante e confessa que "o amor leva tempo" para curar e que seus sentimentos por seu ex-amante permanecem.
Carey rapidamente gravou a música no último minuto antes de seu álbum de estreia já estar "concluído" e pronto para ser lançado. Ela apresentou a demo "Love Takes Time" para o ex-CEO da CBS Records, Don Ienner, enquanto estava em um avião. Ienner e outras autoridades imediatamente insistiram que a música fosse incluída em seu próximo álbum, mesmo que o álbum já estivesse passando pelos estágios finais de conclusão e Carey quisesse salvar "Love Takes Time" para seu segundo trabalho. Eventualmente, a música foi incluída no álbum como a faixa de encerramento, apesar de não ter sido incluída na lista de faixas de primeiras gravações do álbum. Os Re-lançamentos do álbum corrigiram este erro.
"Love Takes Time" foi bem recebido pelos críticos de música e se tornou outro sucesso muito semelhante ao seu single de estreia "Vision of Love" nos Estados Unidos e no Canadá. Tornou-se seu segundo single número-um nos Estados Unidos em sua nona semana, alcançando a posição por três semanas. No entanto, não conseguiu igualar o sucesso em outros territórios como "Vision of Love", desta vez traçando fracamente na Europa, Austrália e Reino Unido. Um videoclipe foi fornecido para a música, filmado em preto e branco na praia. "Love Takes Time" foi incluído no álbum de compilação de Carey, Greatest Hits (2001), assim como Number 1 To Infinity (2015), entre outros. "Love Takes Time" foi fortemente promovido nos EUA, sendo apresentado ao vivo em atrações televisivas como The Arsenio Hall Show, Mariah's Thanksgiving NBC Special e The Des O'Connor Show. Ela cantou a música ao vivo em vários locais no final de 1990, como na Music Box Tour, e sua turnê Number 1 em Las Vegas (2015-2017). Mais recentemente realizada em datas selecionadas de sua residência em curso, The Butterfly Returns (2018).

## Antecedentes
Em 1988, uma Mariah Carey de 18 anos mudou-se da casa de sua mãe em Long Island para um apartamento em Manhattan. Ela compôs uma fita demo de quatro faixas com seu parceiro de escrita, Ben Margulies, enquanto cursava o ensino médio. Com a progressão de 1988, Carey lutou para impressionar os executivos de gravadoras com a fita e falhou em garantir um contrato com a gravadora. Ela trabalhou em vários empregos, inclusive como garçonete e despachante, a fim de pagar por sessões de estúdio com Margulies para fazer mudanças na demo. Depois de vários meses, Carey fez amizade com a cantora Brenda K. Starr, e logo se tornou uma de suas vocalistas de back-up. Durante as sessões de gravação e ensaios, Starr começou a notar "vislumbres" dos vocais "talentosos" de Carey. Ela achava que Carey era capaz de alcançar o sucesso e que precisava de alguma orientação para entrar na indústria.

### Escrita e gravação
O álbum estava ainda no processo de masterização quando Mariah Carey e Ben Margulies escreveram uma canção que, pensavam eles, seria o primeiro single do segundo álbum de Mariah (lançado posteriormente em 1991, com o título de Emotions). A ideia inicial para "Love Takes Time" veio da mente de Margulies, que havia improvisado um pequeno trecho de uma música estilo gospel. Mariah juntou-se a Ben e ambos passaram a trabalhar em uma nova canção baseada naquele pequeno trecho. Margulies disse: "[A música] era uma espécie de uma coisa gospel que eu estava improvisando, quando começamos a trabalhar nela. [O trecho] estava em uma fita cassete que tínhamos… então gravamos rapidamente uma fita demo. Eu tocava piano e ela cantava."
Mariah estava em uma mini-turnê por 10 estados dos EUA, tocando em acústico com um piano e três backs vocais. Quando estava em um avião, ela colocou a demo de "Loves Takes Time" para os produtores da Columbia Records. Estes imediatamente afirmaram que aquela canção poderia ser um sucesso para a carreira de Mariah e decidiram que tinha que entrar no álbum de estreia. Carey contestou - Mariah Carey já estava em vias de impressão, e ela tinha pensado neste single para seu próximo álbum. Para que o promissor single pudesse constar ainda no disco de estreia, a gravadora nomeou Walter Afanasieff para cuidar da produção dentro do prazo, sendo-lhe enviada a demo. Essa missão foi um tanto arriscada, pois Walter nunca havia produzido nada sozinho até então. Contudo, os executivos da Columbia/Sony Music tinham gostado do trabalho de Walter ao lado de Narada Michael Walden e confiaram ao novo produtor a difícil tarefa.
Walter explicou: "Tommy Mottola [executivo da Columbia/Sony Music] me telefonou e me disse 'O álbum da Mariah Carey já está pronto, mas há uma nova faixa escrita por ela e Ben Margulies que é fenomenal, e quero fazer de tudo para que ela esteja neste álbum.' Eu perguntei 'O que quer que eu faça?', e ele respondeu 'Você tem apenas alguns dias, mas está preparado para fazê-lo?' Eu não acreditava naquela oportunidade. Nunca tinha produzido nada sozinho."
A demo estava muito próxima daquilo que Mottola queria como produto final, de acordo com Afanasieff. "Precisávamos fazer aquilo muito depressa ou ia tudo por água abaixo. Gravámos tudo e fomos para Nova Iorque gravar os vocais de Mariah. Ela fez todos os backs, praticamente cantou toda a noite… Voltámos para o estúdio nessa mesma tarde, e tivemos que editar um verso muito rapidamente, e então [a engenheira] Dana e eu voltámos de avião com a fita, fomos para o estúdio em Sausalito, e fizemos a mixagem. Foi portanto um processo de três dias: um dia e meio para a música, mais ou menos um dia para os vocais, e um dia para a mixagem."
Assim que receberam a fita final, os executivos da Columbia disseram que queriam o vocal de Mariah um pouco mais alto, então uma nova mixagem foi rapidamente encomendada. O produtor perguntou se a canção ainda seria incluída no álbum, ao que responderam "Faremos o nosso melhor."
Quando Mariah Carey foi lançado, "Loves Takes Time" não constava nas faixas presentes, quer na versão em cassete ou em CD. Marguiles disse "(Em) algumas das primeiras cópias originais do álbum, não tiveram tempo de imprimir o nome da música, e portanto, ela estava lá, mas o nome dela não estava lá. Foi uma canção realmente forte o suficiente para fazer parar a impressão… Não sei se tiveram que jogar fora algumas centenas de cópias."

## Composição
"Love Takes Time" é executado em tempo comum na clave Si maior com um ritmo lento de 63 batimentos por minuto. O vocal de Carey vão desde F3 a G6 na canção.

## Recepção

### Crítico
Após o seu lançamento, "Love Takes Time" recebeu elogios dos críticos. Em 2015, o escritor do Est 1997, Mario, declarou que era uma "balada adulto contemporâneo" e que era "sem dúvida algumas das melodias e pontes mais fortes do repertório de Mariah". Ele continuou dizendo que ″os vocais dela são tão puros e apaixonados que toda emoção filtra a música e apenas atinge e aquece o coração. É a realização de uma verdade universal por uma jovem que ainda está aprendendo a lidar com sentimentos. Há quase uma sensação de ingenuidade nas letras, mas, ao mesmo tempo, a música soa madura e é identificável. Isso é uma constante no repertório de Mariah, algo que marcou sua força e resistência como escritora".
Durante uma revisão de seu álbum de 2001, Greatest Hits, em maio de 2002, Devon Powers, do PopMatters, elogiou a música junto com "I Don't Wanna Cry", chamando-a de "estupenda" e disse que "suas letras eram exatamente o que você queria que elas fossem": simples, memorável e absolutamente verdadeiro". Stephen Filippelli, da Review Stream, considerou a música decente, mas criticou principalmente o videoclipe da canção. Amanda Dobbins e Lindsay Weber, do Vulture, listaram "Love Takes Time" no número dezenove na lista de "25 melhores singles de Mariah Carey". OO Cities chamou a música de "bela balada".
A música não recebeu tantos prêmios quanto "Vision of Love", mas ainda conseguiu ganhar o Prêmio BMI R&B de Song of the Year e o Songwriter Award. A música também ganhou o Soul Train Music Awards de 1991 de Best R&B/Urban Contemporary New Artist.

### Comercial
"Love Takes Time" foi outro sucesso como o single de estreia de Carey, "Vision of Love", nos Estados Unidos: estreou no #73 em 15 de setembro de 1990, alcançou o número um - em sua nona semana na Billboard Hot 100 e passou três semanas no topo da tabela, de 10 a 24 de novembro de 1990. Passou sete semanas entre as dez primeiras e 17 semanas entre as 40 primeiras, e a RIAA certificou-a de ouro. Ele liderou todas as outras paradas da Billboard para as quais era elegível (incluindo as Hot R&B/Hip-Hop Songs e Hot Adult Contemporary Tracks). Como seu sucesso foi dividido em dois anos civis, não obteve uma classificação alta nos Gráficos de fim de ano, perfazendo 76 no gráfico de 1990 e 69 no gráfico de 1991.
No entanto, "Love Takes Time" falhou em imitar seu sucesso nos EUA em qualquer outro mercado, exceto Canadá e Polônia, alcançando o número dois na parada canadense RPM Top Singles e o número quatro na parada polonesa LP3. "Love Takes Time" alcançou o top dez na Nova Zelândia, mas não causou grande impacto em outros lugares, tornando-se um hit moderado entre os 20 melhores na Austrália e um top 40 no Reino Unido e nos País Baixos. Não alcançou o top 40 na Alemanha, chegando ao número cinquenta e sete.

## Videoclipe
O videoclipe de "Love Takes Time" foi dirigido por Jeb Bien e Walter Maser. O vídeo, todo em preto e branco, exibe performances de Mariah Carey à beira do mar, na praia. Mariah aparentemente liga de um orelhão para seu pretendente, mas, como exibido nas cenas iniciais do clipe, ele já partira.
Assim como aconteceu com "Vision of Love", Mariah não foi autorizada a participar da criação e produção do vídeo de "Love Takes Time". A cantora declarou algumas vezes ter ficado insatisfeita com o resultado final, e muitos afirmam que este foi o motivo pelo qual uma versão ao vivo de "Love Takes Time" foi incluída no #1's, em vez do videoclipe.

## Apresentações ao vivo
Carey cantou a música pela primeira vez no The Arsenio Hall Show, depois tocou em shows como The Des O'Connor Show, It's Showtime At The Apollo e The Tonight Show with Johnny Carson. Três anos depois, em 1993, ela apresentou a música no especial Here Is Mariah Carey, filmado no Proctor's Theatre. Mais tarde, naquele ano, ela cantou novamente durante sua primeira turnê nos Estados Unidos, a Music Box Tour (1993). Depois disso, ela não tocou a música até 2013, quando cantou um trecho da música durante a turnê australiana. Depois disso, Carey incluiu a música em sua residência de 2015 em Las Vegas #1 to Infinity, servindo como a segunda música do concerto. Também foi incluída em datas selecionadas de sua residência em Las Vegas 2018-2019, The Butterfly Returns. Foi realizado em datas selecionadas da Caution World Tour (2019).

## Faixas dosingle
| CD single mundial 1. "Love Takes Time" 2. "Sent from Up Above" CD single britânico 1. "Love Takes Time" 2. "Vanishing" 3. "You Need Me" | CD maxi-single europeu 1. "Love Takes Time" 2. "Sent from Up Above" 3. "Vanishing" Disco de imagem de edição limitada do Reino Unido 1. "Love Takes Time" 2. "Vanishing" 3. "You Need Me" 4. "Vision of Love" |

## Desempenho nas tabelas musicais
| Tabela musical (1900-91)                      | Melhor posição |
| --------------------------------------------- | -------------- |
| Alemanha (Offizielle Deutsche Charts)         | 57             |
| Austrália (ARIA)                              | 14             |
| Bélgica (Ultratop 50 de Flandres)             | 38             |
| Canada (RPM)                                  | 2              |
| Canada (RPM Adult Contemporary)               | 1              |
| Canadá (The Record)                           | 1              |
| Estados Unidos (Billboard Hot 100)            | 1              |
| Estados Unidos (Billboard Adult Contemporary) | 1              |
| Estados Unidos (Billboard R&B/Hip-Hop Songs)  | 1              |
| Europa (European Hot 100 Singles)             | 75             |
| Nova Zelândia (Recorded Music NZ)             | 9              |
| Países Baixos (Dutch Top 40)                  | 24             |
| Países Baixos (Single Top 100)                | 24             |
| Reino Unido (UK Singles Chart)                | 37             |

| Tabela musical (1990)                            | Melhor posição |
| ------------------------------------------------ | -------------- |
| Canadá (RPM)                                     | 24             |
| Canadá (RPM Adult Contemporary)                  | 19             |
| Estados Unidos (Billboard Hot 100)               | 76             |
| Estados Unidos (Billboard Hot R&B/Hip-Hop Songs) | 75             |
| Países Baixos (Dutch Top 40)                     | 230            |
| Tabela musical (1991)                            | Melhor posição |
| Austrália (ARIA)                                 | 83             |
| Estados Unidos (Billboard Hot 100)               | 69             |
| Estados Unidos (Billboard Adult Contemporary)    | 24             |

| Chart (1958–2018)                  | Posição |
| ---------------------------------- | ------- |
| Estados Unidos (Billboard Hot 100) | 199     |

## Vendas e certificações
| Região                                         | Certificação | Vendas   |
| ---------------------------------------------- | ------------ | -------- |
| Estados Unidos (RIAA)                          | Ouro         | 500,000^ |
| ^distribuições baseadas apenas na certificação |              |          |